# روبرت كوستانزا
روبرت كوستانزا (بالإنجليزية: Robert Costanza)‏ هو اقتصادي أمريكي، ولد في 14 سبتمبر 1950 في بيتسبرغ في الولايات المتحدة.

## وصلات خارجية
- الموقع الرسمي